# Liste der Biografien/Nez
Liste der Biografien |
Portal Biografien |
Personensuche
# |
A |
B |
C |
D |
E |
F |
G |
H |
I |
J |
K |
L |
M |
N |
O |
P |
Q |
R |
S |
T |
U |
V |
W |
X |
Y |
Z |
?
 
Na |
Nb |
Nc |
Nd |
Ne |
Nf |
Ng |
Nh |
Ni |
Nj |
Nk |
Nl |
Nm |
Nn |
No |
Nr |
Ns |
Nt |
Nu |
Nv |
Nw |
Nx |
Ny |
Nz
 
Nea |
Neb |
Nec |
Ned |
Nee |
Nef |
Neg |
Neh |
Nei |
Nej |
Nek |
Nel |
Nem |
Nen |
Neo |
Nep |
Ner |
Nes |
Net |
Neu |
Nev |
New |
Nex |
Ney |
Nez
Die Liste der Biografien führt alle Personen auf, die in der deutschsprachigen Wikipedia einen Artikel haben. Dieses ist eine Teilliste mit 30 Einträgen von Personen, deren Namen mit den Buchstaben „Nez“ beginnt.

## Nez
- Nez, Jonathan (* 1975), 9. Präsident der Navajo Nation

### Neza
- Nezahualcóyotl (1402–1472), Herrscher, Philosoph und Dichter im präkolumbischen Mesoamerika
- Nezahualpilli (1464–1515), Herrscher (Tlatoani) der mesoamerikanischen Stadt Texcoco
- Nezami († 1209), persischer Dichter
- Nezat, Jack Claude (* 1943), US-amerikanischer Autor

### Nezb
- Nežborts, Kristaps (* 1997), lettischer Skispringer

### Neze
- Nezeloff, Aimé (1891–1963), französischer Autorennfahrer
- Nézet-Séguin, Yannick (* 1975), kanadischer DirigentYannick Nézet-Séguin (* 1975)

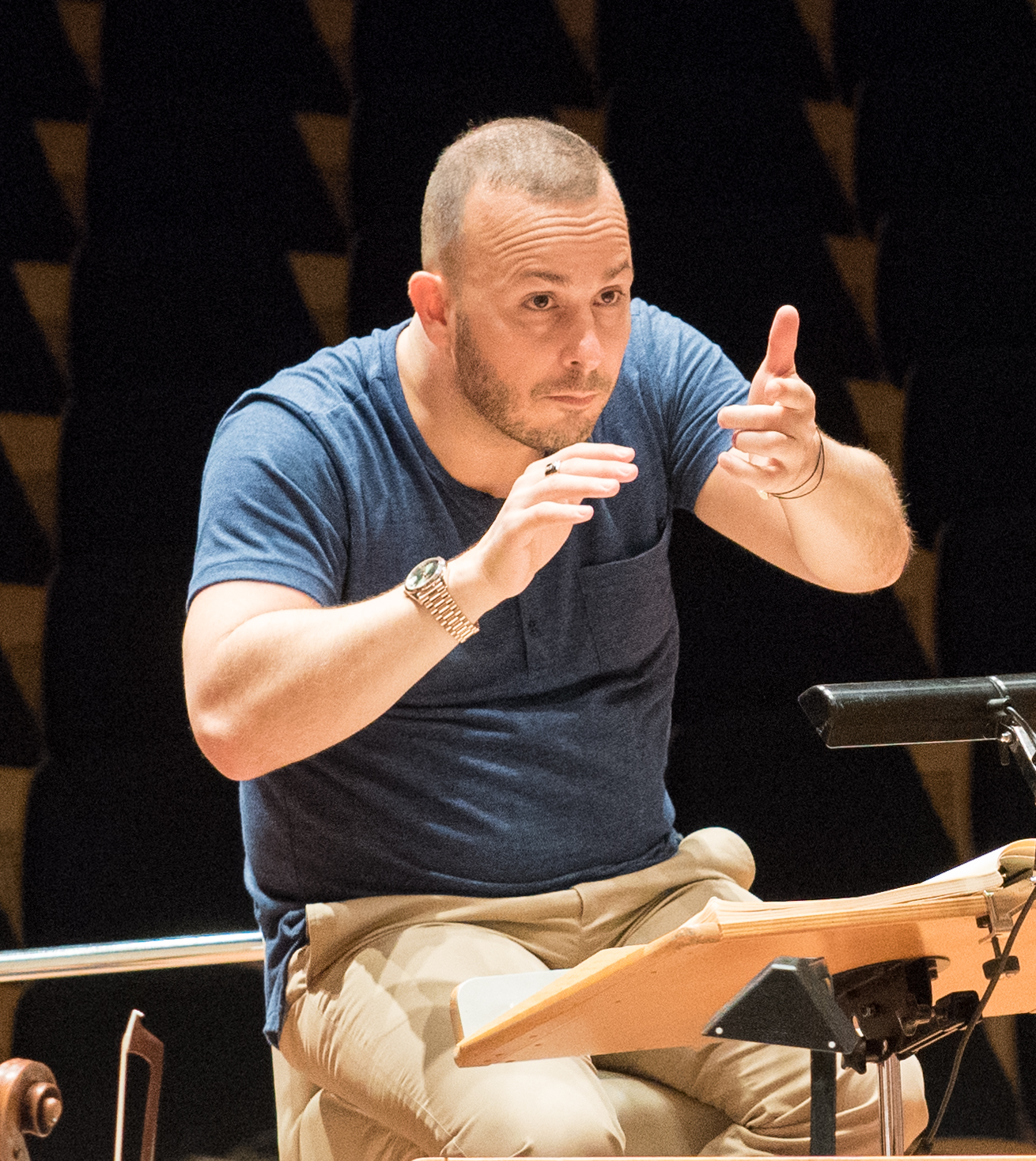
Yannick Nézet-Séguin (* 1975)

### Nezh
- Nezhukumatathil, Aimee, US-amerikanische Dichterin und Essayistin
- Nezhyba, Christoph (* 1990), österreichischer Handballspieler
- Nezhyba, Viktor (* 1967), österreichischer Künstler

### Nezi
- Nézière, Georges de la (1878–1914), französischer Leichtathlet
- Nezik, Ann-Kathrin (* 1986), deutsche Journalistin
- Nezilla, Nessi (* 1990), deutsch-italienische Künstlerin
- Nezir, İsmail (* 2003), türkischer Sprinter
- Neziraj, Haxhi (* 1993), albanisch-schweizerischer Fußballspieler
- Neziri, Behar (* 2003), kosovarisch-deutscher Fußballspieler
- Neziri, Bojan (* 1982), serbischer Fußballspieler
- Neziri, Mërgim (* 1993), deutscher Fußballspieler
- Neziri, Nooralotta (* 1992), finnische Hürdensprinterin
- Neziroğluları, Berk (* 1991), türkischer Fußballspieler

### Nezm
- Nežmah, Katja (* 1992), slowenische Fußballspielerin
- Nezmar, Jan (* 1977), tschechischer Fußballspieler

### Nezn
- Neznansky, Friedrich (1932–2013), russischer Autor von Kriminalromanen

### Nezo
- Nezool, König von Aksum

### Nezu
- Nezu, Kaichirō (1860–1940), japanischer Unternehmer, Politiker und Kunstsammler

### Nezv
- Nezval, Gustav (1907–1998), tschechischer Schauspieler
- Nezval, Vítězslav (1900–1958), tschechischer Dichter, Schriftsteller und Übersetzer

### Nezw
- Nezwjatajewa, Kazjaryna (* 1989), belarussische Siebenkämpferin

### Nezz
- Nezza (* 1993), US-amerikanische Musikerin